# ألكسندر والاس
أليكساندر «أليستير» بيرنز والاس (1906-1974) هو جراح تجمبل اسكتلندي. كان والاس عضوّاً مؤسساً ورئيساً للجمعية البريطانية لجراحي التجميل عام 1951م، والمحرر الأول للمجلة البريطانية لجراحة التجميل.
وُلد والاس في إدنبره في عام 1906، وتلقى والاس تعليمه في مدرسة جورج هيريوت وجامعة إدنبره وتخرج في عام 1929. أصبح والاس زميل الكلية الملكية للجراحين في إدنبره في عام 1932. وبعد ذلك، ذهب إلى جامعة ماكغيل للانتهاء من درجة الماجستير خلال الحرب العالمية الثانية، ثم عمل جرّاحاً للتجميل في مستشفى الطوارئ الطبية الإسكتلندي في بانغور (1940-45). في عام 1945، انتقل والاس إلى المستشفى الملكي للأطفال في إدنبره، وأصبح أستاذاً متفرغاً للجراحة التجميلية في جامعة إدنبره من عام 1946 حتى تقاعده في عام 1970. في عام 1973، حصل على درجة الدكتوراه من جامعة سانت اندروز.

## قانون التسعة لوالاس

تستخدم قاعدة والاس نسبًا تقدريرية لتحديد مساحة الجسم المتضررة من الحرق، اعتمادًا على أجزاء الجسم المختلقة كما هو موضح بالصورة.

تستخدم قاعدة والاس نسباً تقدريرية لتحديد مساحة الجسم المتضررة من الحرق، اعتماداً على أجزاء الجسم المختلفة.
في عام 1951 قدم والاس «قانون التسعة لحساب شدة الحروق» في مقالة نُشرت في المجلة الطبية البريطانية «لانسيت»:
"بالنسبة للمرضى الذين تزيد أعمارهم عن 16 عاماً، يمكن استخدام "قانون التسعة" (والاس 1951) لتحديد مساحة الجسم المتضررة من الحرق، اعتمادًا على أجزاء الجسم كما يلي:
| أجزاء الجسم   | المساحة الكلية للجسم | المساحة الكلية للجسم |
| أجزاء الجسم   | البالغون             | الأطفال              |
| الذراع الأيسر | 9%                   | 9%                   |
| الذراع الأيمن | 9%                   | 9%                   |
| الرأس         | 9%                   | 18%                  |
| الصدر         | 9%                   | 9%                   |
| البطن         | 9%                   | 9%                   |
| الظهر         | 18%                  | 18%                  |
| الساق اليسرى  | 18%                  | 13.5%                |
| السق اليمنى   | 18%                  | 13.5%                |
| العانة        | 1%                   | 1%                   |

## منشورات مختارة

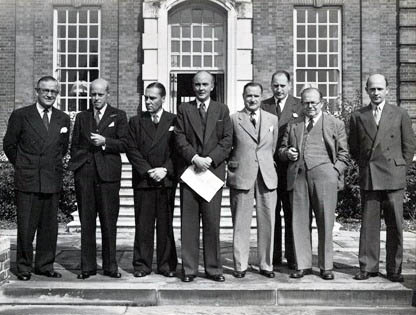
الجمعية البريطانية لجراحى التجميل في روهامبتون، لندن، سبتمبر 1952

- «تاريخ وتطور جراحة التجميل.» ألكسندر والاس، المجلة البريطانية لجراحة التجميل. 1965
- معالجة الحروق. ألكسندر والاس، مجلة جامعة أوكسفورد. 1941

## روابط خارجية
- [1] المجلة البريطانية لجراحة التجميل. 18 يناير1975
- [2] تاريخ الجراحين البريطانين في جراحة التجميل، 1946 - 2005